# Selde
Selde er en landsby i Midtjylland med 240 indbyggere  (2024), beliggende i det nordlige Salling nær Fur Sund, 27 kilometer nord for Skive og 11 kilometer nord for Roslev.
Landsbyen er beliggende i Region Midtjylland og hører under Skive Kommune. Selde ligger i Selde Sogn.
I landsbyen finder man Selde Kirke.

## Historie
Selde landsby bestod i 1682 af 13 gårde, 10 huse med jord og 5 huse uden jord. Det samlede dyrkede areal udgjorde 449,3 tønder land skyldsat til 102,66 tønder hartkorn.
I 1875 blev byen beskrevet således: "Selde med Kirke, Præstegaard, Skole, Veirmølle og Kro". Dyrkningsformen var græsmarksbrug med tægter.
Omkring århundredeskiftet blev byen beskrevet således: "Selde, ved Landevejen, med Kirke, Præstegd., Skole og Forskole, Lægebolig, Sparekasse (opr. 15/3 1876; 31/3 1899 var Sparernes Tilgodehav. 143,203 Kr., Rentef. 4 pCt., Reservef. 10,274 Kr., Antal af Konti 404), Markedsplads (Marked i Apr. og Sept.), Mølle, Kro og Telefonst."
Selde udvikledes en del i mellemkrigstiden og efter 2. verdenskrig: i 1921 havde byen 241 indbyggere, i 1925 281, i 1930 282, i 1935 297, i 1940 295, i 1945 308, i 1950 393, i 1955 411, i 1960 376 indbyggere og i 1965 387 indbyggere. I 1930, da byen havde 282 indbyggere, var sammensætningen efter erhverv: 28 levede af landbrug, 105 af industri og håndværk, 32 af handel, 31 af transport, 9 af immateriel virksomhed, 32 af husgerning, 38 var ude af erhverv og 7 havde ikke angivet oplysninger. Kombinationen af et par smedier, bageri, mølle, og oplandstjenester som et par skoler, hotel, forsamlingshus, kirke, præstegård udgjorde grundlaget for byens indbyggere.